# 瞬間移動
瞬間移動（英語：Teleportation）指的利用自己的超能力或科技將物體傳送到不同的空間、或者自己本身在一瞬移到他處的現象與能力。瞬移經常出現在科幻作品當中，這一類作品經常將此種能力設定為有如非連續性空間跳躍般的狀態，和極度的高速移動是不同的現象。以目前的科學而言，只有量子隱形傳態技術能夠達成瞬間傳遞量子態訊息至不同位置。

## 虛構作品

### 科幻作品
空間扭曲
例如：透過蟲洞的空間扭曲，可以快速從空間平面上的A點到達B點，而不是經過A點到B點的直線路徑。常見於宇宙旅行相關的科幻作品。
範例：ALDNOAH.ZERO的超空間門
物體分解，轉化為訊息傳送，異地重組（Dematerialising）
理論上可能的技術，也被廣泛出現在各式科幻作品之中，但是精密物體（如生物），則複製生物的倫理問題，以及當人體傳送失敗時，有殺人的爭議（即便是成功、也可能只是殺了原本的人後立即複製一個相同的人出來）。且目前的科技無法做到100%的精密重組，最接近的相關科技是立體印刷術，但對於瞬間移動所要求的精密度仍有很大的差距。
範例：變蠅人的電子傳送艙
超高速移動
在接近光速的超高速移動，理論上有可能在短距離做到類似瞬間移動的效果。但是高速移動中的物體對於空氣的摩擦力，將使空氣成為極大的阻力，並將動能被摩擦力轉化為熱能。

### 超能力作品
在有瞬間移動的現代設定的背景中超級英雄，他們的移動速度並不及於超光速，甚至可能比現實的飛機還慢的，其實只是具有像穿牆的效果。和在未來科幻的星艦或某些英雄人物意味不同的。
- 瞬間移動

把「將會移動到的地方」上的物質消除，讓傳送過去的物件或人「取替」「將會移動到的地方」上的物質。
例如：《魔法禁書目錄》的白井黑子、結標淡希
- 模擬「飛行」的超能力

藉由不斷的瞬間移動，可以做出類似飛行能力的效果。例如：《楚楚可憐超能少女組》的野上葵。

### 奇幻作品
- 召喚系咒文

將被召喚的生物，透過魔法陣或傳送門，進行遠距離的移動。
- 瞬間移動咒文

例如：《勇者斗惡龍》中的「魯拉」
- 招式技能

例如：《七龍珠》孫悟空、界王神等人的招式。

### 電子遊戲
MMORPG常有可以瞬間移動的技能或道具，例如按鍵回家, Recall。在會切地圖的遊戲中，則會在地圖上有傳送點的設計。
例如：

#### Minecraft
- 在Minecraft里可以瞬間移動,只需要輸入/tp(teleportation)指令加上自己的玩家名及想轉移到的玩家名（如/tp player1 player2會把player1傳送到player2的所在地）。
- 瞬間移動被作為怪物的行為之一，如：末影人。
- 瞬間移動被作為使用物品的行為之一，如：使用終界珍珠，食用歌萊果等。

#### 神奇寶貝
- 在神奇寶貝系列，瞬間移動被作為神奇寶貝的絕招之一存在，可由超能力系的神奇寶貝習得，代表神奇寶貝如：凱西。

#### Dota 2
- 在Dota 2裡，有部份技能或物品採用瞬間移動，以此來進行先手、切入、支援或逃生。

#### 英雄聯盟
- 在英雄聯盟，瞬間移動被作為有些英雄的絕招之一存在，有些英雄可藉由瞬間移動來進攻或減少傷害，如:卡薩丁、伊澤瑞爾、逆命等。

#### 傳說對決
- 在傳說對決中，瞬移是一種挑戰者技能。可以在達到相當等級後，在遊戲選角時選擇並使用。通常為一個紫色的標記物。與遊戲中的位移不同，所以經常被玩家搞混。